# Wanaque
Wanaque é um distrito localizado no estado americano de Nova Jérsei, no Condado de Passaic.

## Demografia
Segundo o censo americano de 2000, a sua população era de 10.266 habitantes.
Em 2006, foi estimada uma população de 11.171, um aumento de 905 (8.8%).

## Geografia
De acordo com o United States Census Bureau tem uma área de
23,9 km², dos quais 20,7 km² cobertos por terra e 3,2 km² cobertos por água. Wanaque localiza-se a aproximadamente 70 m acima do nível do mar.

## Localidades na vizinhança
O diagrama seguinte representa as localidades num raio de 8 km ao redor de Wanaque.